# Rooftops (A Liberation Broadcast)
Rooftops (A Liberation Broadcast) – piosenka rockowa walijskiej grupy Lostprophets, która 19 czerwca 2006 w Wielkiej Brytanii wydana została na singlu.
Po raz pierwszy publicznie odtworzono singel w Muni Arts Center w Pontypridd, 24 kwietnia 2006.
Utwór pochodzi z albumu Liberation Transmission, został nagrany na Hawajach. Strona B zawiera utwory zarejestrowane podczas tej samej sesji – w momencie wydania były to nowości. Teledysk został nakręcony w Los Angeles przez zespół i Ryana Phillipsa.
Singel zadebiutował na UK Singles Chart na miejscu #8.

## Lista utworów
CD 1
| Ścieżka | Tytuł                               | Długość |
| 1       | „Rooftops (A Liberation Broadcast)” | 4:11    |
| 2       | „Ordinary Life” (Demo)              | 3:24    |

CD 2
| Ścieżka | Tytuł                               | Długość |
| 1       | „Rooftops (A Liberation Broadcast)” | 4:11    |
| 2       | „Dead to Me” (Demo)                 | 3:25    |
| 3       | „No Way Out” (Demo)                 | 3:52    |

Winyl
| Strona | Tytuł                               | Długość |
| A      | „Rooftops (A Liberation Broadcast)” | 4:11    |
| B      | „Etched”                            | N/A     |